# Episodi di Boston Public (quarta stagione)
La quarta e ultima stagione della serie televisiva Boston Public è andata in onda negli Stati Uniti d'America dal 19 settembre 2003 al 13 maggio 2004 sul canale Fox. Gli ultimi 2 episodi sono stati trasmessi il 1 e 2 marzo 2005 sul network TV One.
| nº | Titolo originale      | Titolo italiano                     | Prima TV USA      | Prima TV ITA |
| -- | --------------------- | ----------------------------------- | ----------------- | ------------ |
| 1  | Chapter Sixty Seven   | Tolleranza zero                     | 19 settembre 2003 |              |
| 2  | Chapter Sixty-Eight   | Giochi di ruolo                     | 26 settembre 2003 |              |
| 3  | Chapter Sixty-Nine    | La cima della piramide              | 3 ottobre 2003    |              |
| 4  | Chapter Seventy       | Marla sotto accusa                  | 17 ottobre 2003   |              |
| 5  | Chapter seventy-one   | Professore per caso                 | 24 ottobre 2003   |              |
| 6  | Chapter seventy-two   | Sospensione                         | 31 ottobre 2003   |              |
| 7  | Chapter seventy-three | Due vite in gioco                   | 7 novembre 2003   |              |
| 8  | Chapter seventy-four  | Alla ricerca di Julien              | 5 dicembre 2003   |              |
| 9  | Chapter seventy-five  | Un Natale diverso                   | 19 dicembre 2003  |              |
| 10 | Chapter seventy-six   | Matricole sotto pressione           | 9 gennaio 2004    |              |
| 11 | Chapter seventy-seven | Il fine giustifica i mezzi          | 16 gennaio 2004   |              |
| 12 | Chapter seventy-eight | Alla ricerca delle pari opportunità | 23 gennaio 2004   |              |
| 13 | Chapter seventy-nine  | Il pittore                          | 30 gennaio 2004   |              |
| 14 | Chapter eighty        | Insegnamenti di vita                | 1º marzo 2005     |              |
| 15 | Chapter eighty-one    | Un professore scomodo               | 2 marzo 2005      |              |